# Саут-Дандас (Онтарио)

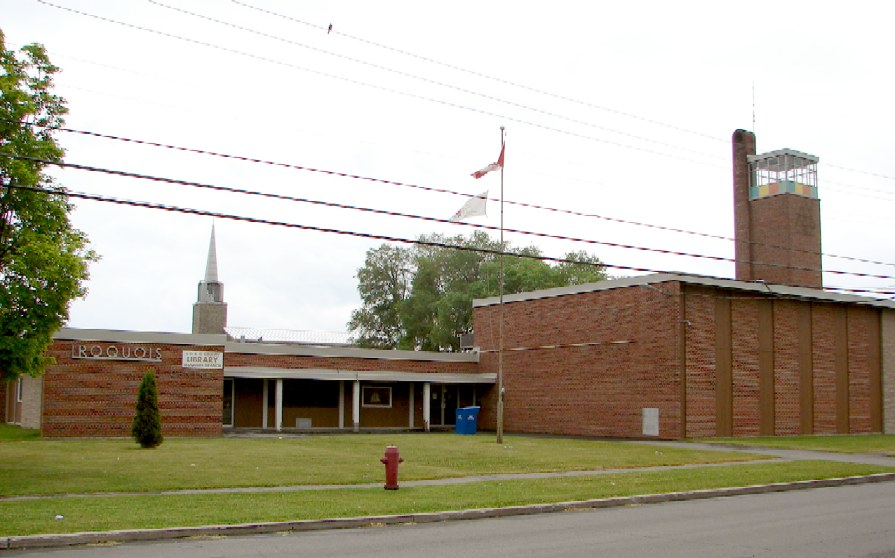
Библиотека деревни Ирокуой и пожарная станция

Са́ут-Да́ндас, англ. South Dundas — муниципалитет в Восточном Онтарио, Канада в округе Стормонт, Дандас и Глингарри (en:United Counties of Stormont, Dundas and Glengarry) на северном побережье реки Святого Лаврентия. Расположен примерно в 100 км к югу от Оттавы примерно на полпути от Кингстона до Монреаля по шоссе 401. Население (2015) составляет 10 700 человек.
Муниципалитет был создан 1 января 1998 года путём слияния бывших тауншипов Матильда и Уильямсбург с деревнями Ирокуой и Моррисбург. Также муниципалитет включает ряд мелких сельских общин (Archer, Beckstead, Boucks Hill, Brinston, Dixons Corners, Dunbar, Dundela, Elma, Froatburn, Glen Becker, Glen Stewart, Grantley, Haddo, Hainsville, Hoasic, Hulbert, Irena, Mariatown, Muttonville, New Ross, Nudell Bush, Oak Valley, Orchardside, Riverside Heights, Rowena, The Sixth, Stampville, Straders Hill, Toyes Hill, Williamsburg, Winchester Springs).
Округ был назван в 1792 году в честь Генри Дандаса, виконта Мелвилла, лорда-адвоката Шотландии и министра колоний в то время. Именно из этих мест происходит сорт яблок макинтош. Родители селекционера Джона Макинтоша изначально иммигрировали из Инвернесса в долину Мохок в штате Нью-Йорк, однако в 1796 г. переселились на юг Канады. В 1811 году Макинтош приобрёл ферму, где и обнаружил новый сорт яблок, который впоследствии культивировал.
Деревня Моррисбург носила имя в честь первого главного почтмейстера Канады Джона Морриса, который также сыграл роль в строительстве канала.
Местными достопримечательностями являются:
- небольшой Моррисбургский аэропорт (en:Morrisburg Airport);
- Upper Canada Village — музей-парк с реконструкцией канадской жизни конца XIX века. Здесь организуются сезонные аттракционы (летом — состязания рыцарей и театральные представления, на Хэллоуин — шоу Pumpkinferno, на Рождество — ночные Рождественские огни);
- парк со скульптурами динозавров.

Местная хоккейная команда Morrisburg Lions («Моррисбургские львы») входит в состав лиги юниоров В Восточного Онтарио, они играют на Моррисбургской арене.